# Žižkovo Pole
Žižkovo Pole é uma comuna checa localizada na região de Vysočina, distrito de Havlíčkův Brod.